# Hełmówka nadrzewna

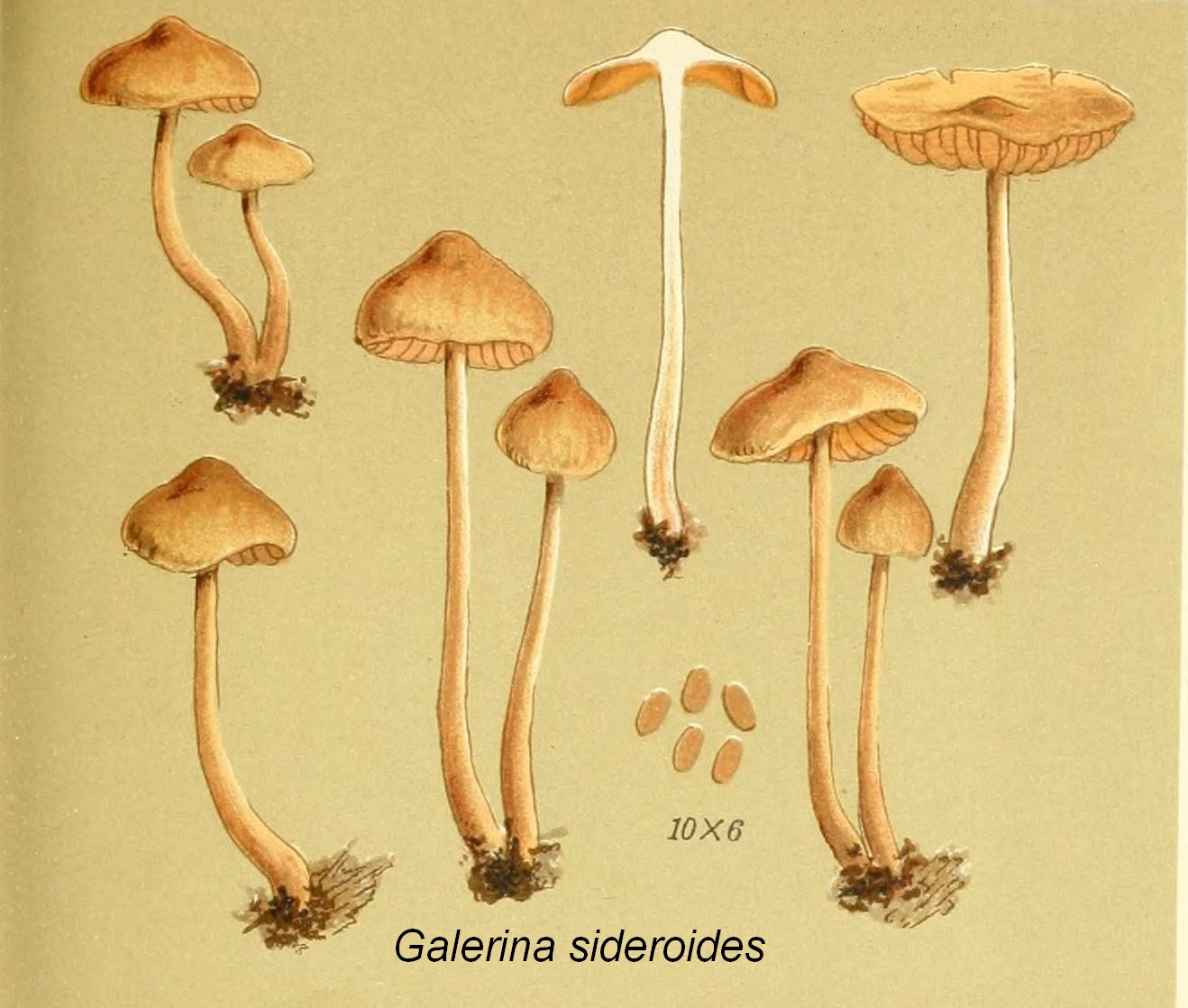

Hełmówka nadrzewna (Galerina sideroides (Bull.) Kühner) – gatunek grzybów należący do rodziny podziemniczkowatych (Hymenogastraceae).

## Systematyka i nazewnictwo
Pozycja w klasyfikacji według Index Fungorum: Galerina, Hymenogastraceae, Agaricales, Agaricomycetidae, Agaricomycetes, Agaricomycotina, Basidiomycota, Fungi.
Po raz pierwszy takson ten zdiagnozował w 1793 roku Jean Baptiste François Pierre Bulliard, nadając mu nazwę Agaricus sideroides. Obecną, uznaną przez Index Fungorum nazwę, nadał mu w 1935 roku Robert Kühner. Synonimy:
- Agaricus sideroides Bull. 1793
- Galera sideroides (Bull.) Kühner & Romagn. 1953
- Hylophila sideroides (Bull.) Quél. 1886
- Naucoria sideroides (Bull.) Quél. 1872
- Naucoria sideroides var. indusiata J.E. Lange 1938

Nazwę polską zaproponował Władysław Wojewoda w 2003 r.

## Morfologia
Kapelusz
Średnica 1,5–4 cm, u młodych owocników dzwonkowaty, potem wypukły z garbkiem. Brzeg młodych owocników podwinięty, czasem z białymi, zwisającymi pozostałościami osłony, prążkowany. Powierzchnia lepka, błyszcząca, o barwie od żółtobrązowej do brązowoczerwonej.
Blaszki
Przyrosnięte, początkowo żółte, potem ochrowobrązowe.
Trzon
Wysokość 3–6 cm, grubość 1,5–6 mm, walcowaty, z włókienkowatymi resztkami osłony, czasem ze strefą pierścieniową.
Wysyp zarodników
Żółtobrązowy.
Cechy mikroskopowe
Zarodniki elipsoidalne, o rozmiarach 6–8 × 4–5 μm. Podstawki 4- sterygmowe. Cheilocystydy z wydłużoną szyjką i nieznacznie rozszerzonym wierzchołkiem. Pleurocystyd brak.

## Występowanie i siedlisko
Hełmówka nadrzewna w Europie jest szeroko rozprzestrzeniona. Podano także jej stanowiska w dwóch rejonach zachodniego wybrzeża Ameryki Północnej. W piśmiennictwie naukowym na terenie Polski podano wiele stanowisk. Liczne i nowsze stanowiska podaje także internetowy atlas grzybów. W atlasie tym znajduje się w rejestrze grzybów chronionych i zagrożonych.
Saprotrof. Siedlisko: lasy iglaste, liściaste i mieszane. Rośnie na leżącym na ziemi drewnie (opadłych gałęziach, pniach drzew i resztkach drzewnych), często na drewnie zagrzebanym w ziemi. Owocniki od sierpnia do października.